# Mesola
Mesola is een gemeente in de Italiaanse provincie Ferrara (regio Emilia-Romagna) en telt 7331 inwoners (31-12-2004). De oppervlakte bedraagt 84,2 km², de bevolkingsdichtheid is 89 inwoners per km².

## Demografie
Mesola telt ongeveer 3099 huishoudens. Het aantal inwoners daalde in de periode 1991-2001 met 6,2% volgens cijfers uit de tienjaarlijkse volkstellingen van ISTAT.
| Jaar | Inwoneraantal |
| ---- | ------------- |
| 1991 | 7963          |
| 2001 | 7470          |

## Geografie
De gemeente ligt op ongeveer 1 meter boven zeeniveau.
Mesola grenst aan de volgende gemeenten: Ariano nel Polesine (RO), Berra, Codigoro, Goro.